# Karl Amadeus Hartmann
Karl Amadeus Hartmann, född den 2 augusti 1905 i München, död den 5 december 1963 i München, var en tysk kompositör. Några har hyllat honom som den störste tyska symfonikern under 1900-talet, även om han är nu i stort sett bortglömd, särskilt i engelskspråkiga länder.

## Biografi
Hartmann var son till en känd blomstermålare och yngst av fyra bröder varav de tre äldre också blev målare. Själv slets han tidigt i sin karriär mellan musiken och bildkonsten. Han påverkades också i sin tidiga politiska utveckling av händelserna under den misslyckade arbetarrevolutionen i Bayern efter den tyska monarkins kollaps i slutet av första världskriget. Han förblev en idealistisk socialist under hela livet.
Hartmann studerade på 20-talet komposition vid Konstakademien i München under Josef Haas, en elev till Max Reger. Senare fick han stor intellektuell stimulans och uppmuntran av Hermann Scherchen, en av medlemmarna ur Schönbergskolan, som var hans mentor under nästan hela hans karriär.
Han avstod helt från att medverka i det tyska kulturlivet under nazisttiden och tillät inte att hans verk spelades i landet. En tidig symfonisk dikt, Miserae, som uruppfördes i Prag 1935 fördömdes av den nazistiska regimen, men hans verk fortsatte av spelas och hans berömmelse växte utomlands.
Under andra världskriget ägnade sig Hartmann, som redan erfaren kompositör, åt privatundervisning i Wien tillsammans med Schönbergs elev Anton Webern (som han ofta var oense med på en personlig och politisk nivå). Även om deras musik stilistiskt hade litet gemensamt, kände han tydligt att han behövde dra nytta av Weberns strikta perfektionism.
Efter Hitlers fall var Hartmann en av de få framträdande överlevande antifascister i Bayern som efterkrigstidens allierade administration kunde ge en ansvarig ställning. År 1945 blev han dramaturg på Bayerische Staatsoper och där, som en av de få internationellt erkända personer som vägrat att samarbeta med nazistregimen, kom han att få en framträdande plats i återuppbyggnaden av det (väst)tyska musiklivet.
Under påverkan av Schönberg och Alban Berg utvecklade Hartmann en personlig tolvtonsteknik. Han har komponerat operor (Simplicius Simplicissimus), symfonisk musik samt kammar- och vokalmusik.
Han grundade och ledde Musica Viva i München, ett sällskap för att främja nutida musik. Under resten av livet verkade han i München. Hans administrativa uppgifter kom dock att kräva en stor del av hans tid och energi, vilket minskade hans möjligheter till komposition, och under sina sista år led han av allvarlig sjukdom. År 1963 dog han av magcancer vid en ålder av 58 år och lämnade sitt sista verk – en utökad symfonisk Gesangsszene för sång och orkester med text från Jean Giraudouxs apokalyptiska drama Sodom och Gomorra – oavslutat.